# Кроуфорд, Роберт Макартур
Роберт Макартур Кроуфорд (англ. Robert MacArthur Crawford; 27 июля 1899, Доусон, Юкон — 12 марта 1961, Нью-Йорк, Нью-Йорк) — американский офицер и композитор. Известен тем, что написал гимн Военно-воздушных сил США.

## Биография
Кроуфорд родился в Доусоне, территория Юкон. Детство он провёл в Фэрбенксе, штат Аляска.
Во время Первой мировой войны Роберт Макартур попытался стать пилотом Воздушной службы армии США, но был уволен, когда выяснилось, что он несовершеннолетний. Кроуфорд учился в Научном институте Кейса в Кливленде (нынешнее название — Кейсовский университет Западного резерва), где он был членом братства Phi Kappa Psi.
Затем Кроуфорд поступил в Принстонский университет и окончил его в 1925 году. Позже Роберт учился и преподавал в музыкальной школе Джульярда. Кроуфорд научился управлять самолетом в 1923 году. На маленьком самолёте он летал по Соединённым Штатам на концерты, где его представляли как «Летающего баритона». Журнал Liberty спонсировал конкурс в 1938 году на музыкальную композицию, которая станет официальной песней военно-воздушного корпуса армии США. Из 757 заявок победителем был выбран проект Кроуфорда. Песня была официально представлена на воздушных гонках в Кливленде 2 сентября 1939 года, где Кроуфорд спел её первое публичное исполнение.
Во время Второй мировой войны Кроуфорд работал в Командовании воздушного транспорта ВВС США. В 1947 году Кроуфорд поступил на музыкальный факультет Университета Майами. Там он работал в течение десяти лет, пока не ушёл, чтобы сосредоточиться на сочинении песен.